# Тентек (река, впадает в Сасыкколь)

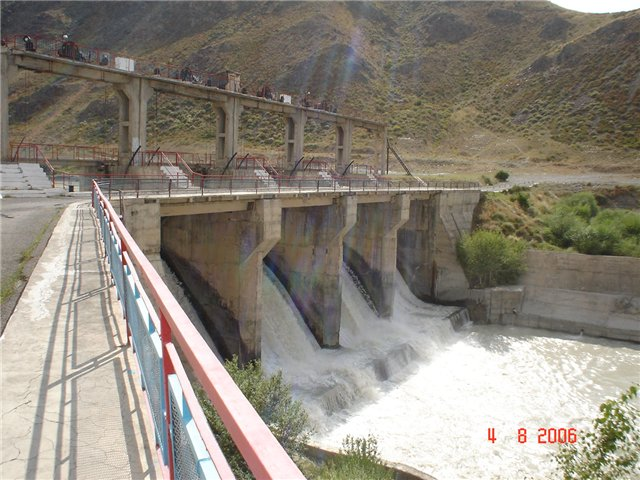
Ушаральский гидроузел на речке Тентек летом 2006 года

Тенте́к — река в Алакольском районе Казахстана. Впадает в Сасыкколь. Длина реки 187 км, площадь водосбора 5280 км².
Тентек начинается на северном склоне горного хребта Жонгарский Алатау, к северу от казахстано-китайской границы.
Название реки в переводе с казахского языка означает «бешеный».
На реке построен Ушаральский гидроузел. Его пропускная способность — 1260 кубометров воды в секунду. За годы наблюдений максимум прохождения в период сильного весеннего паводка составил 950 кубометров в секунду.

## Памятники
На первом уступе реки Тентек расположены могильники Уйгентас, которые включают в себя 150 курганов. Площадь курганов занимает 500×1000 м.